# Turgon
Turgon je izmišljen lik iz Tolkienove mitologije, serije knjig o Srednjem svetu britanskega pisatelja J. R. R. Tolkiena.
Omenjen je kot vilinski kralj Noldorja, drugi sin Fingolfina, brat Fingona, Aredhela in Argona ter vladar skritega mesta Gondolin. Imel je hčerko Idril, ki se je pozneje poročila z Tuorjem.